# Veerhoekpolder
De Veerhoekpolder is een polder ten westen van Oostburg, behorende tot de Oranjepolders.
De polder is al oud, ze stond bekend als het 1e begin van het voormalig waterschap De Oude Yevene. Ook na de inundatie van 1583 bleef deze polder, al één der weinige, droog, evenals de aansluitende kom van Oostburg. De polder van 124 ha heeft na de herdijkingen van het omliggende gebied haar naam gekregen: Ten westen ervan bevond zich het Coxysche Gat, waarover een veerdienst werd ingesteld, en later kwam er ook een brug, waaraan de buurtschap Oostburgsche Brug zijn naam dankt.
De polder wordt omsloten door de Oude Haven, de Veerhoekdijk, de Veerhoekpolderweg, de Noordelijke Brugsevaart en de kom van Oostburg.
De Hans Vriezeschans, die deel uitmaakte van de Linie van Oostburg, lag in het noorden van deze polder.